# خیمرت
خیمرت (به هلندی: Gemert) یک منطقهٔ مسکونی در هلند است که در خیمرت-باکل واقع شده‌است. خیمرت ۱۵٬۹۵۵ نفر جمعیت دارد.